# Травкін Валерій Михайлович
Травкін Валерій Михайлович (11 жовтня 1952) — український композитор, старший викладач музики вищої категорії по класу баян, викладач-методист, концертмейстер вищої категорії, аранжувальник, педагог, член Національної всеукраїнської музичної спілки.

## Біографія
Валерій Михайлович Травкін народився 11 жовтня 1952 року в місті Житомир, де закінчив музичну школу № 1 ім. Б. М. Лятошинського по класу баян. З 1975 р. навчався на музично-педагогічному факультеті Одеського державного педагогічного інституту ім. К. Д. Ушинського, який закінчив в 1979 році. Свою трудову діяльність розпочав в юнацькі роки, коли влаштувався на роботу баяністом в піонерський табір «Орлятко». У 1972 році він працював викладачем по класу баяна в Ємільчинській дитячій музичній школі Житомирської області. В юнацькі роки з 1972 до 1974 року проходив строкову службу, а в 1980—1986 рр. — понад строкову службу у військовому оркестрі Групи Радянських військ в Німеччині в м. Вюнсдорф. Закінчивши службу, викладав в дитячій музичній школі № 3, де працює і сьогодні та очолює відділ народних інструментів. Паралельно з основною роботою, з 1989 року три роки працював на кафедрі в Житомирському державному університеті ім. Івана Франка, де навчав студентів методики музичного викладання. З 1995 року і до сьогодні працює на посаді концертмейстера хореографічного відділу Житомирського коледжу культури та мистецтв ім. Івана Огієнка. В 1995—1996 роках, за сумісництвом, працював у Житомирській дитячій музичній школі № 5 на посаді диригента Народного аматорського оркестру народних інструментів. Звання старшого викладача вищої категорії та концертмейстера вищої категорії В. М. Травкіну було присвоєно в 2008 році, і у тому ж році він був прийнятий до Національної всеукраїнської музичної спілки. 
З січня 2021 р. Валерій Михайлович працює на посаді диригента народного оркестру Житомирського фахового коледжу культури і мистецтв імені Івана Огієнка за сумісництвом. У 2021 р. йому присвоєно педагогічне звання «викладач-методист».

## Творча праця
Валерій Михайлович Травкін — талановитий музикант, який має рідкісний музичний слух, чудово грає на баяні, оркеструє, пише власну музику. Він працює в різних жанрах: вокальному, інструментальному. Його твори виконують діти, студенти, професійні музиканти. Пробує свої сили як публіцист і поет. В творчих збірках друкуються його талановиті вірші. Стаття-спомин про композитора  Білошицького увійшла в книгу «Свята до музики любов» (2000) та була представлена на Міжнародній науково-краєзнавчій конференції в секції «Постаті Великої Волині». Стаття «Журба і радість обнялися» увійшла в книгу «А льон цвіте», присвячену Івану Сльоті (2015).
Загалом В. М. Травкін створив: понад 100 пісень; 34 авторські інструментальні твори; переклав 6 класичних творів для мішаного складу оркестрів та 5 хорових творів для баяна; 72 аранжування музичних творів та обробки українських народних пісень.
М. Травкін бере активну участь у громадському житті міста і області. Брав участь і ставав переможцем у багатьох конкурсах і фестивалях, як баяніст та композитор. Валерій Травкін має диск DVD, на якому записані дев'ять власних творів для баяну у виконанні автора, а також CD і DVD інших творів.
Трудова і творча робота В. М. Травкіна відзначена численними дипломами, грамотами і подяками Житомирської міської ради, управління культури Житомирської обласної державної адміністрації, управління культури Житомирської міської ради, Національної всеукраїнської музичної спілки. 
9 листопада 2012 р. в Житомирській обласній філармонії ім. С. Ріхтера відбувся творчий вечір композитора, музиканта, педагога Валерія Травкіна.